# Автошлях США 1
Автошлях США 1 (US Route 1, US 1) — швидкісна автомобільна дорога, що проходить вздовж східного узбережжя США, від Форт-Кента на кордоні з Канадою (штат Мен) до Кі-Веста (штат Флорида). Загальна протяжність магістралі — 3825 кілометрів (2377 миль). Вона проходить через більшу частину великих міст східного узбережжя США: Маямі, Колумбія, Кері, Ролі, Ричмонд, Вашингтон, Балтімор, Філадельфія, Ньюарк, Нью-Йорк, Нью-Гейвен, Провіденс, Бостон, Портленд.
US 1 — це найсхідніша з основних магістралей США, що проходять з півночі на південь, але є області, де вона не є найбільш східною частиною системи магістралей. Великі частини US 9, US 13, US 17 та US 301 займають коридори, ближчі до океану. Коли в 1920-х роках планувалася система магістралей, US 1 переважно захопила вже наявне Атлантичне Шосе, яке слідувало лінією спаду між плато Підмонт і рівниною Атлантичного узбережжя. У той час шосе розташовані на сході були низькоякісними і не обслуговували великі населені пункти.